# Red Natura 2000 en España
Natura 2000 es una red ecológica europea de áreas de conservación de la biodiversidad. Consta de Zonas Especiales de Conservación designadas de acuerdo con la Directiva de Hábitats, así como de Zonas de Especial Protección para las Aves establecidas en virtud de la Directiva de Aves.
Su finalidad es asegurar la supervivencia a largo plazo de las especies y los hábitats más amenazados de Europa, contribuyendo a detener la pérdida de biodiversidad ocasionada por el impacto adverso de las actividades humanas. Es uno de los principales instrumentos para la conservación de la naturaleza en la Unión Europea.
La Red Europea Natura 2000 es una red ecológica coherente de espacios protegidos que han sido creados al amparo de dos directivas complementarias: la Directiva 79/409/CEE, relativa a la conservación de las aves silvestres (también denominada Directiva de Aves), en la que se definen las Zonas de Especial Protección para las Aves (ZEPA), y la Directiva 92/43/CEE, relativa a la conservación de los hábitats naturales y de la fauna y flora silvestres (también denominada Directiva de Hábitats) sobre la base de la cual se seleccionan los Lugares de Importancia Comunitaria (LIC), que posteriormente serán designados como Zonas de Especial Conservación (ZEC). Un mismo lugar puede ostentar la doble clasificación LIC o ZEC y ZEPA.
Sin embargo, su utilidad en España está en entredicho

## Antecedentes
Para conocer los antecedentes de la Red Natura 2000, hay que retroceder en el tiempo al año 1979. En ese año se establecieron sus bases mediante el Convenio relativo a la Conservación de la Vida Silvestre y del Medio Natural de Europa, posteriormente ratificado por la Unión Europea. Este documento, más conocido como Convenio de Berna, pretende fomentar la cooperación de los estados adheridos para garantizar la conservación de la flora y de la fauna silvestre, y de sus hábitats naturales, con especial mención de las especies migratorias vulnerables y amenazadas de extinción. Esta filosofía fue asumida en la Directiva de Aves de 1979 y ampliada en la Directiva de Hábitats de 1992 mediante la que se establece la Red Natura 2000.
Con posterioridad, en 2001 el Consejo Europeo de Gotemburgo y en 2006 la Comisión Europea, adoptaron el compromiso de detener antes de 2010 la pérdida de la biodiversidad en su territorio, como factor clave para el desarrollo sostenible. En este sentido, la Red Natura 2000 es uno de los pilares fundamentales del plan de acción emprendido por la Unión Europea para el cumplimiento de este compromiso.

## La Red en España

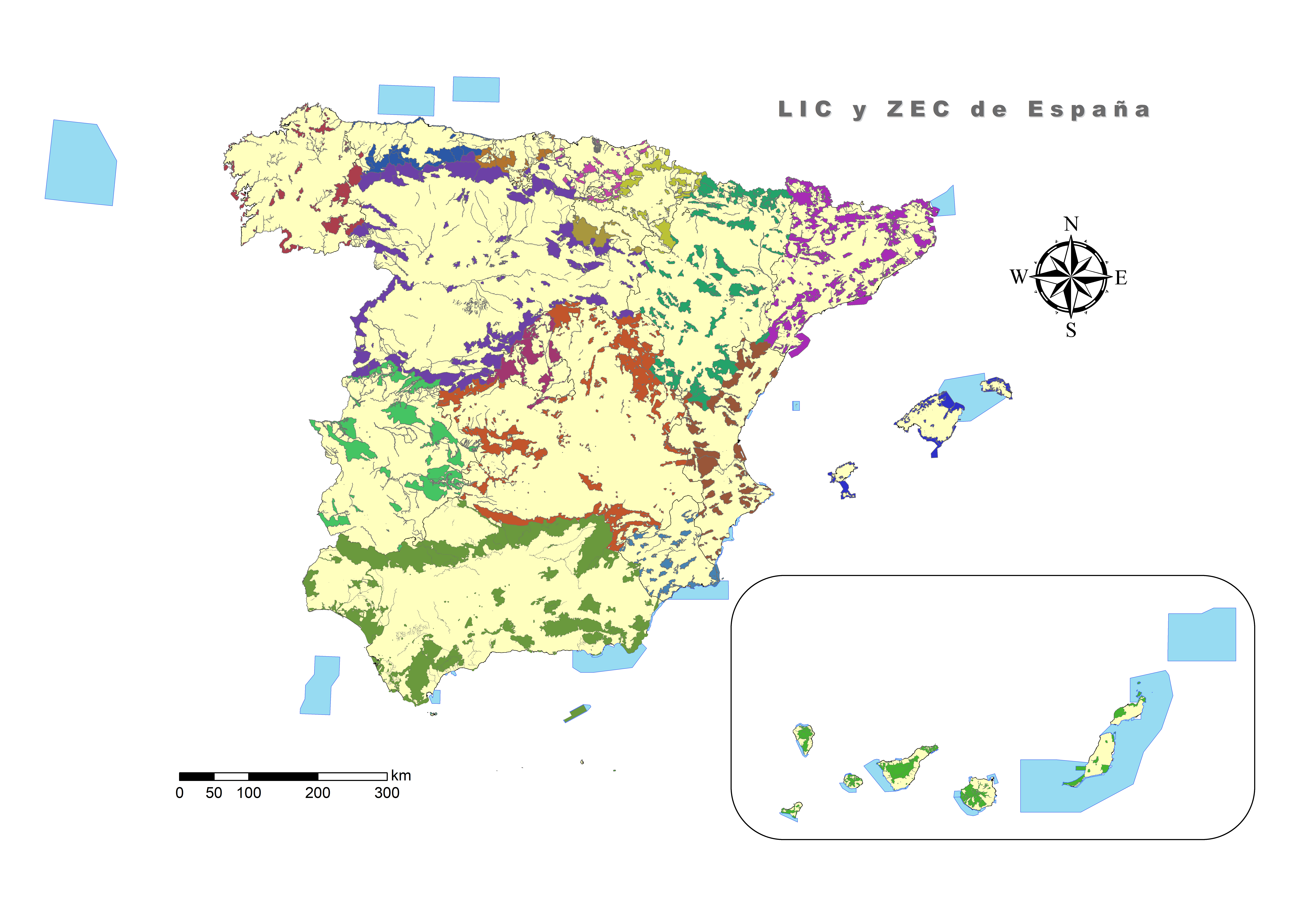
Zonas de Especial Conservación (ZEC) de España. Las Zonas de Especial Protección para las Aves (ZEPA) a menudo se solapan con las ZEC, pero no tienen por qué coincidir.

En España son las comunidades autónomas las que tienen las competencias en la declaración y gestión mediante los correspondientes instrumentos de planificación de estos espacios y darán cuenta al Ministerio de Medio Ambiente a efectos de presentar el preceptivo informe cada seis años a la Comisión Europea. El Estado se encarga de la gestión de las ZEC y las ZEPA marinas.
La contribución española a la RN2000 es muy relevante, con cerca de un 22,93 % de su territorio declarado LIC o un 19,94 % en concepto de ZEPA. Es por tanto, uno de los países europeos que aporta una mayor superficie al conjunto de la Red.
En 2020 se denuncian mala gestión e incumplimientos sistemáticos que podrían obligar a España a la devolución de las ayudas percibidas y no recibir financiación en el futuro.
En España los espacios protegidos Red Natura 2000 son:

### LIC
| Comunidad autónoma | Número LIC | Superficie terrestre LIC (ha) | Superficie marina LIC (ha) | Superficie Total LIC (ha) | % Territorio C.A. | Superficie total C.A. (ha) |
| ------------------ | ---------- | ----------------------------- | -------------------------- | ------------------------- | ----------------- | -------------------------- |
| Andalucía          | 195        | 2.515.419,11                  | 108.950,11                 | 2.624.369,22              | 28,71             | 8.761.663,34               |
| Aragón             | 156        | 1.045.954,49                  | 0,00                       | 1.045.954,49              | 21,91             | 4.773.083,46               |
| Cantabria          | 21         | 136.715,25                    | 847,38                     | 137.562,64                | 25,76             | 530.828,02                 |
| Castilla y León    | 120        | 1.891.414,66                  | 0,00                       | 1.891.414,66              | 20,07             | 9.422.513,91               |
| Castilla-La Mancha | 72         | 1.563.971,22                  | 0,00                       | 1.563.971,22              | 19,69             | 7.941.099,43               |
| Cataluña           | 115        | 955.848,49                    | 85.619,08                  | 1.041.467,57              | 29,68             | 3.220.911,71               |
| Ceuta              | 2          | 630,48                        | 836,22                     | 1.466,70                  | 31,83             | 1.980,71                   |
| Melilla            | 3          | 103,30                        | 495,26                     | 598,56                    | 7,41              | 1.394,72                   |
| Madrid             | 7          | 319.865,92                    | 0,00                       | 319.865,92                | 39,86             | 802.557,48                 |
| Navarra            | 42         | 252.912,68                    | 0,00                       | 252.912,68                | 24,35             | 1.038.576,17               |
| Valencia           | 94         | 623.193,76                    | 62.387,06                  | 685.580,82                | 26,78             | 2.327.051,37               |
| Extremadura        | 87         | 828.942,60                    | 0,00                       | 828.942,60                | 19,89             | 4.167.994,61               |
| Galicia            | 59         | 346.164,92                    | 27.870,84                  | 374.035,75                | 11,66             | 2.967.797,02               |
| Baleares           | 138        | 96.360,41                     | 106.949,42                 | 203.309,83                | 19,21             | 501.617,43                 |
| Canarias           | 177        | 283.322,90                    | 179.101,48                 | 462.424,38                | 38,10             | 743.670,09                 |
| La Rioja           | 6          | 167.515,07                    | 0,00                       | 167.515,07                | 33,23             | 504.154,84                 |
| País Vasco         | 52         | 134.629,50                    | 143,15                     | 134.772,65                | 18,63             | 722.690,04                 |
| Asturias           | 49         | 279.061,26                    | 24.978,95                  | 304.040,21                | 26,30             | 1.061.187,60               |
| Murcia             | 50         | 166.213,65                    | 181.623,31                 | 347.836,97                | 14,69             | 1.131.235,98               |
| MARM-El Cachucho   | 1          | 0,00                          | 234.952,22                 | 234.952,22                | 0,00              | 0,00                       |
| Total              | 1.446      | 11.608.239,69                 | 1.014.754,48               | 12.622.994,16             | 22,93             | 50.622.007,95              |

Comentario: 
- Actualización de la información: La tabla contiene información actualizada en octubre de 2010.
- Fuente: Ministerio de Medio Ambiente y Medio Rural y Marino de España

### ZEPA
| Comunidad autónoma | Número ZEPA | Superficie terrestre ZEPA (ha) | Superficie marina ZEPA (ha) | Superficie Total ZEPA (ha) | % Territorio C.A. | Superficie total C.A. (ha) |
| ------------------ | ----------- | ------------------------------ | --------------------------- | -------------------------- | ----------------- | -------------------------- |
| Andalucía          | 63          | 1.613.908,31                   | 30.354,36                   | 1.644.262,67               | 18,42             | 8.761.663,34               |
| Aragón             | 45          | 842.751,50                     | 0,00                        | 842.751,50                 | 17,66             | 4.773.083,46               |
| Cantabria          | 8           | 79.108,74                      | 0,00                        | 79.108,74                  | 14,90             | 530.828,02                 |
| Castilla y León    | 70          | 1.997.566,64                   | 0,00                        | 1.997.566,64               | 21,20             | 9.422.513,91               |
| Castilla-La Mancha | 38          | 1.579.763,90                   | 0,00                        | 1.579.763,90               | 19,89             | 7.941.099,43               |
| Cataluña           | 73          | 836.934,23                     | 76.492,60                   | 913.426,82                 | 25,98             | 3.220.911,71               |
| Ceuta              | 2           | 630,31                         | 0,00                        | 630,31                     | 31,82             | 1.980,71                   |
| Melilla            | 1           | 52,88                          | 0,00                        | 52,88                      | 3,79              | 1.394,72                   |
| Madrid             | 7           | 185.226,65                     | 0,00                        | 185.226,65                 | 23,08             | 802.557,48                 |
| Navarra            | 17          | 79.925,74                      | 0,00                        | 79.925,74                  | 7,70              | 1.038.576,17               |
| Valencia           | 43          | 724.112,42                     | 55.878,57                   | 779.990,99                 | 31,12             | 2.327.051,37               |
| Extremadura        | 69          | 1.089.437,38                   | 0,00                        | 1.089.437,38               | 26,14             | 4.167.994,61               |
| Galicia            | 16          | 88.641,48                      | 12.526,37                   | 101.167,85                 | 2,99              | 2.967.797,02               |
| Baleares           | 55          | 88.200,00                      | 51.200,16                   | 139.400,15                 | 17,58             | 501.617,43                 |
| Canarias           | 43          | 271.366,65                     | 5.942,39                    | 277.309,04                 | 36,49             | 743.670,09                 |
| La Rioja           | 5           | 165.853,15                     | 0,00                        | 165.853,15                 | 32,90             | 504.154,84                 |
| País Vasco         | 6           | 37.760,90                      | 1.426,67                    | 39.187,57                  | 5,23              | 722.690,04                 |
| Asturias           | 13          | 222.293,77                     | 18.006,13                   | 240.299,90                 | 20,95             | 1.061.187,60               |
| Murcia             | 22          | 191.351,78                     | 13.655,50                   | 205.007,28                 | 16,92             | 1.131.235,98               |
| Total              | 595         | 10.094.886,42                  | 265.482,75                  | 10.360.369,17              | 19,94             | 50.622.007,95              |

Comentarios:
- La ZEPA ES0000085 'Ribadeo' es compartida por las comunidades autónomas de Galicia y Principado de Asturias. Está contabilizada una vez en cada comunidad autónoma pero no así en el total nacional.
- La tabla contiene información actualizada en noviembre de 2010
- Fuente: Ministerio de Medio Ambiente y Medio Rural y Marino de España